# Joël Kiassumbua
Joël Kiassumbua (Lucerna, 6 aprile 1992) è un calciatore svizzero naturalizzato congolese (Repubblica Democratica del Congo), portiere dello Stade Nyonnais.

## Carriera

### Club
Ha giocato nel campionato svizzero. Il 27 agosto 2018 firma un contratto di due stagioni più un'altra in opzione con il Servette. Fa il suo esordio ufficiale con la squadra ginevrina il 29 settembre in occasione della partita giocata allo Stadio Grünfeld, in casa del Rapperswil-Jona, in cui subisce una rete realizzata allo scadere da Aldin Turkeš.

### Nazionale
Ha esordito con la nazionale congolese nel 2015, venendo poi convocato per la Coppa d'Africa 2017.

## Statistiche

### Cronologia presenze e reti in nazionale
Aggiornato al 2 giugno 2023

| Cronologia completa delle presenze e delle reti in nazionale ― RD del Congo | Cronologia completa delle presenze e delle reti in nazionale ― RD del Congo | Cronologia completa delle presenze e delle reti in nazionale ― RD del Congo | Cronologia completa delle presenze e delle reti in nazionale ― RD del Congo | Cronologia completa delle presenze e delle reti in nazionale ― RD del Congo | Cronologia completa delle presenze e delle reti in nazionale ― RD del Congo | Cronologia completa delle presenze e delle reti in nazionale ― RD del Congo | Cronologia completa delle presenze e delle reti in nazionale ― RD del Congo |
| Data                                                                        | Città                                                                       | In casa                                                                     | Risultato                                                                   | Ospiti                                                                      | Competizione                                                                | Reti                                                                        | Note                                                                        |
| --------------------------------------------------------------------------- | --------------------------------------------------------------------------- | --------------------------------------------------------------------------- | --------------------------------------------------------------------------- | --------------------------------------------------------------------------- | --------------------------------------------------------------------------- | --------------------------------------------------------------------------- | --------------------------------------------------------------------------- |
| 31-3-2015                                                                   | Baghdad                                                                     | Iraq                                                                        | 1 – 0                                                                       | RD del Congo                                                                | Amichevole                                                                  | -1                                                                          |                                                                             |
| 12-10-2015                                                                  | Mons                                                                        | Gabon                                                                       | 1 – 2                                                                       | RD del Congo                                                                | Amichevole                                                                  | -1                                                                          | 72’                                                                         |
| 4-10-2016                                                                   | Kinshasa                                                                    | RD del Congo                                                                | 0 – 1                                                                       | Kenya                                                                       | Amichevole                                                                  | -                                                                           | 47’                                                                         |
| 26-3-2017                                                                   | Machakos                                                                    | Kenya                                                                       | 2 – 1                                                                       | RD del Congo                                                                | Amichevole                                                                  | -2                                                                          |                                                                             |
| 14-11-2019                                                                  | Kinshasa                                                                    | RD del Congo                                                                | 0 – 0                                                                       | Gabon                                                                       | Qual. Coppa d'Africa 2021                                                   | -                                                                           |                                                                             |
| 18-11-2019                                                                  | Bakau                                                                       | Gambia                                                                      | 2 – 2                                                                       | RD del Congo                                                                | Qual. Coppa d'Africa 2021                                                   | -2                                                                          |                                                                             |
| 9-10-2020                                                                   | Ouagadougou                                                                 | Burkina Faso                                                                | 3 – 0                                                                       | RD del Congo                                                                | Amichevole                                                                  | -3                                                                          |                                                                             |
| 13-10-2020                                                                  | Marrakech                                                                   | Marocco                                                                     | 1 – 1                                                                       | RD del Congo                                                                | Amichevole                                                                  | -1                                                                          |                                                                             |
| 14-11-2020                                                                  | Kinshasa                                                                    | RD del Congo                                                                | 0 – 0                                                                       | Angola                                                                      | Qual. Coppa d'Africa 2021                                                   | -                                                                           |                                                                             |
| 17-11-2020                                                                  | Luanda                                                                      | Angola                                                                      | 0 – 1                                                                       | RD del Congo                                                                | Qual. Coppa d'Africa 2021                                                   | -                                                                           |                                                                             |
| 25-3-2021                                                                   | Franceville                                                                 | Gabon                                                                       | 3 – 0                                                                       | RD del Congo                                                                | Qual. Coppa d'Africa 2021                                                   | -3                                                                          |                                                                             |
| 11-6-2021                                                                   | Tunisi                                                                      | RD del Congo                                                                | 1 – 1                                                                       | Mali                                                                        | Amichevole                                                                  | -1                                                                          |                                                                             |
| 2-9-2021                                                                    | Kinshasa                                                                    | RD del Congo                                                                | 1 – 1                                                                       | Tanzania                                                                    | Qual. Mondiali 2022                                                         | -1                                                                          |                                                                             |
| 6-9-2021                                                                    | Cotonou                                                                     | Benin                                                                       | 1 – 1                                                                       | RD del Congo                                                                | Qual. Mondiali 2022                                                         | -1                                                                          |                                                                             |
| 7-10-2021                                                                   | Rabat                                                                       | RD del Congo                                                                | 2 – 0                                                                       | Madagascar                                                                  | Qual. Mondiali 2022                                                         | -                                                                           |                                                                             |
| 10-10-2021                                                                  | Antananarivo                                                                | Madagascar                                                                  | 1 – 0                                                                       | RD del Congo                                                                | Qual. Mondiali 2022                                                         | -1                                                                          |                                                                             |
| 11-11-2021                                                                  | Dar es Salaam                                                               | Tanzania                                                                    | 0 – 3                                                                       | RD del Congo                                                                | Qual. Mondiali 2022                                                         | -                                                                           |                                                                             |
| 14-11-2021                                                                  | Kinshasa                                                                    | RD del Congo                                                                | 2 – 0                                                                       | Benin                                                                       | Qual. Mondiali 2022                                                         | -                                                                           |                                                                             |
| 1-2-2022                                                                    | Manama                                                                      | Bahamas                                                                     | 1 – 0                                                                       | RD del Congo                                                                | Amichevole                                                                  | -1                                                                          |                                                                             |
| 25-3-2022                                                                   | Kinshasa                                                                    | RD del Congo                                                                | 1 – 1                                                                       | Marocco                                                                     | Qual. Mondiali 2022                                                         | -1                                                                          |                                                                             |
| 29-3-2022                                                                   | Casablanca                                                                  | Marocco                                                                     | 4 – 1                                                                       | RD del Congo                                                                | Qual. Mondiali 2022                                                         | -4                                                                          |                                                                             |
| 4-6-2022                                                                    | Kinshasa                                                                    | RD del Congo                                                                | 0 – 1                                                                       | Gabon                                                                       | Qual. Coppa d'Africa 2023                                                   | -1                                                                          |                                                                             |
| 24-3-2023                                                                   | Lubumbashi                                                                  | RD del Congo                                                                | 3 – 1                                                                       | Mauritania                                                                  | Qual. Coppa d'Africa 2023                                                   | -1                                                                          |                                                                             |
| 28-3-2023                                                                   | Nouakchott                                                                  | Mauritania                                                                  | 1 – 1                                                                       | RD del Congo                                                                | Qual. Coppa d'Africa 2023                                                   | -1                                                                          |                                                                             |
| Totale                                                                      |                                                                             | Presenze                                                                    | 25                                                                          |                                                                             | Reti                                                                        | -27                                                                         |                                                                             |

## Palmarès

### Club
- Challenge League: 1

Servette: 2018-2019

### Nazionale
- Campionato mondiale Under-17: 1

2009